# Uludağ Timsahlar 2024
Questa voce raccoglie le informazioni riguardanti gli Uludağ Timsahlar nelle competizioni ufficiali della stagione 2024.

## 2. Lig 2024

### Stagione regolare
| Smirne 10 marzo 2024, ore 14:00 1ª giornata | Ege Dolphins | 28 – 0 | Uludağ Timsahlar | Kemal Paşa Armutlu Futbol Tesisleri |

| Bursa 17 marzo 2024, ore 17:00 2ª giornata | Uludağ Timsahlar | 22 – 6 | Balıkesir Büyükşehir Belediyespor | Uludağ Kyk Stadyumu |

| Afyonkarahisar 21 aprile 2024, ore 14:00 4ª giornata | Kocatepe Victory Walkers | 22 – 26 | Uludağ Timsahlar | Afyonkarahisar Spor Kompleksi |

| Bursa 27 aprile 2024, ore 15:00 5ª giornata | Uludağ Timsahlar | 8 – 0 | Sakarya Tatankaları | Uludağ Kyk Stadyumu |

### Playoff
| Ankara 18 maggio 2024, ore 20:00 Semifinale | Hacettepe Red Deers | 19 – 6 | Uludağ Timsahlar | Beytepe Amerikan Futbolu Sahası |

## Statistiche di squadra
| Competizione      | %Vittorie | In casa | In casa | In casa | In casa | In casa | In casa | In trasferta | In trasferta | In trasferta | In trasferta | In trasferta | In trasferta | Totale | Totale | Totale | Totale | Totale | Totale |
| Competizione      | %Vittorie | G       | V       | N       | P       | Pf      | Ps      | G            | V            | N            | P            | Pf           | Ps           | G      | V      | N      | P      | Pf     | Ps     |
| ----------------- | --------- | ------- | ------- | ------- | ------- | ------- | ------- | ------------ | ------------ | ------------ | ------------ | ------------ | ------------ | ------ | ------ | ------ | ------ | ------ | ------ |
| Stagione regolare | .750      | 2       | 2       | 0       | 0       | 30      | 6       | 2            | 1            | 0            | 1            | 26           | 50           | 4      | 3      | 0      | 1      | 56     | 56     |
| Playoff           | .000      | 0       | 0       | 0       | 0       | 0       | 0       | 1            | 0            | 0            | 1            | 6            | 19           | 1      | 0      | 0      | 1      | 6      | 19     |
| Totale            | .600      | 2       | 2       | 0       | 0       | 30      | 6       | 3            | 1            | 0            | 2            | 32           | 69           | 5      | 3      | 0      | 2      | 62     | 75     |